# Particulier et Finances Éditions
 (juin 2012).
Si vous disposez d'ouvrages ou d'articles de référence ou si vous connaissez des sites web de qualité traitant du thème abordé ici, merci de compléter l'article en donnant les références utiles à sa vérifiabilité et en les liant à la section « Notes et références ».
Particulier et Finances Editions (PFE) est un éditeur de presse spécialisée. Avec Le Particulier, il couvre les domaines de l’information juridique, patrimoniale et fiscale. En 2014 le titre phare Le Particulier est diffusé à 388 545 exemplaires. PFE fait partie du Groupe Figaro.

## Historique
Cette entreprise de presse a été fondée en 1949 par Michel Druon qui a lancé le premier titre de la marque Le Particulier en octobre.
Suivent de nouvelles publications : Comprendre née en janvier 1978 suivie dès le 29 janvier 1983 par Placements conseil du particulier qui deviendra 5 mois plus tard La lettre des Placements du Particulier, puis Le Particulier immobilier en juin 1986. En janvier 1989, Comprendre change de titre et s'appelle désormais Le Particulier pratique.
Depuis le 18 mai 2009, Particulier et Finances Editions (PFE) est une filiale du groupe Figaro et a rejoint le siège à Paris,.

## Publications
- Le Particulier est un mensuel. Chaque année, Le Guide fiscal de la déclaration du Particulier représente en janvier le "rendez-vous" de ses lecteurs
- Le Particulier pratique, revue mensuelle sans publicité et uniquement sur abonnement
- Le Particulier immobilier, mensuel uniquement sur abonnement.
- Le Particulier Santé, mensuel.
- La lettre des Placements du Particulier, lettre financière hebdomadaire, uniquement sur abonnement.

## Éditions numériques
- LeParticulier.fr (depuis le 23 janvier 2008)[4]
- LeParticulier-placements.com (depuis juillet 2000) site adossé à La lettre des Placements du Particulier.

## Prix et récompenses
En 2005, Le Particulier reçoit le prix du « Meilleur magazine de l'année », catégorie « Vie pratique », du Syndicat de la presse magazine et d'information[pertinence contestée] (SPMI).

## Annexe